# Серковский монастырь
Серковский (Сирковский, Сырковский) монастырь во имя святой мученицы Екатерины — мужской старообрядческий монастырь, действовавший в 1724—1845-х годах в селе Серково (ныне село Сырково Резинского района Молдавии).
Первоначально монастырь располагался в Оргеевском цинуте Молдавского княжества. В 1812 году эта территория вошла в состав Бессарабской области Российской империи. Монастырь был упразднён властями в 1845 году.
По состоянию на 2017 год на месте обители находится колодец и установленный в 2011 году поклонный крест, планируется соорудить небольшую звонницу.

## История
В «Сказании о староверцах, живущих в земли Молдавской…» местные старообрядцы написали: «…мы пришли когда в сию Волощину, в лето 7232, во дни господаря Михаила воеводы всея Молдавы…». В 1724 году старообрядцами были основаны сёла Куничное и Серково.
Мужской монастырь был устроен в лесу трёх вёрстах от села Серково. Первоначально Серково, как и соседние Пискарешты, принадлежали боярину Илие Стурдзе. Позднее Илия Стурдза подарил село Серково монастырю Галата, но сам старообрядческий монастырь оставался в собственности Стурдз, пока его наследники в ноябре 1765 года не передали Галатскому монастырю ещё и село Пискарешты. Монастырь Галата в свою очередь принадлежал Иерусалимскому монастырю Гроба Господня. Таким образом, земля, на которой располагался Серковский монастырь, оказалась в собственности Иерусалимского патриархата, но монастырские постройки на ней находились в собственности Серковского монастыря.
В 1812 году Бессарабия вошла в состав Российской империи. В этом же году старообрядцами-некрасовцами был учреждён Измаильский Свято-Никольский старообрядческий монастырь, в основании которого приняли участие «серковцы». Этот монастырь просуществовал до 1829 года, после чего был закрыт властями, а его братия (21 человек) перешла в Серковский монастырь.
Серковский монастырь поддерживал тесные связи с соседним Куренёвским монастырём, поскольку в последнем были свои беглые попы. Серковцы привозили в монастырь священников и из других мест, в том числе с Дона и Иргиза.
В Серковском монастыре приняли постриг Геронтий (Колпаков) и Алимпий (Зверев), которые позднее перешли в Белокриницкий монастырь и приняли активное участие в поисках старообрядческого архиерея. Это привлекло внимание российских властей. В ходе проверок было обнаружено, что серковцы укрывают беглых старообрядцев. Нарушение законов, близость к границе и Белокриницкому монастырю стали причинами закрытия Серковского монастыря. 9 апреля 1844 года губернатор П. И. Фёдоров написал министру внутренних дел графу Перовскому Л. А. рапорт, в котором ходатайствовал об упразднении монастыря. Высочайшим повелением от 14 апреля 1845 года было предписано: «…согласно заключению Св. Синода в удобное время без огласки упразднить Серковский монастырь и передать вместе со всем имуществом в ведение Епархиального начальства, а иноков причислить в мещане г. Кишинева». Предписание было исполнено 8 июня 1845 года. Всё имущество Серковского монастыря было передано Каларашскому Успенскому монастырю.
Монастырские кельи сохранились до 1960-х годов. 30 октября 2011 года на месте бывшего монастыря был установлен поклонный крест.